# برایت سورس انرژی
برایت سورس انرژی (انگلیسی: BrightSource Energy) شرکت برق آمریکایی است، که در سال ۲۰۰۴ تأسیس شد.